# Kisvirágú hunyor
A kisvirágú hunyor (Helleborus dumetorum) a boglárkavirágúak (Ranunculales) rendjébe, ezen belül a boglárkafélék (Ranunculaceae) családjába tartozó faj.

## Származása, elterjedése
Bükkös vagy más lombhullató erdős területeken, bokros árnyékos részeken cserjés tisztásokon jellemző. Elterjedése Délkelet-Európa (-Nyugat-Ukrajnáig). Magyarországi előfordulás: Zemplén, Cserhát, Aggteleki-karszt, Bükk, Hernád-völgy, Mátra, Börzsöny, Gödöllői-dombság, Visegrádi-hegység, Pilis, Budai-hegység, Vértesalja, Bakony, Bakonyalja, Balaton-felvidék, Mecsek, Soproni-hegység, Kőszegi-hegység, Vasi-Hegyhát, Kemeneshát, Őrség, Kerka-vidék.

## Megjelenése, felépítése
Egy meglehetősen karcsú, valóban lágyszárú évelő a kisvirágú hunyor, mely eléri 20–30 cm magasságot, levelekkel 25–30 cm átmérőjű. Tőlevelei virágzás után fejlődnek, tenyeresen szeldeltek. Minden levél három osztatlan központi levélkéhez, külső, két három vagy több, gyakran négy szegmens kapcsolódik, így összesen 11-13 részből áll. Nincs szőr a fiatal levelek hátoldalán. A levelek és szegmensek alakja meglehetősen változó. A keskenyebb levélkék széle gyérebben fogazott, mint a szélesebbek. Nevéhez híven virágai a legkisebbek a hunyorfélék nemzetségében 2,5–4 cm, gyakran csillag alakú. Rendszerint három, de néha akár kilenc virág növekszik egy száron, melyek zöld színűek, bókoló tartásúak és illatmentesek. A porzók száma sok. A virágban tölcséres mézelőszirmok vannak. Virágzása március - áprilisra tehető, termése tüszőcsokor. A kis, zöldszínű, illatmentes virágok alapján lehet a legkönnyebben megkülönböztetni más hunyorféléktől. Gyökere többszálas rendszerű, más hunyorfélékhez képest lassan fejlődő faj.

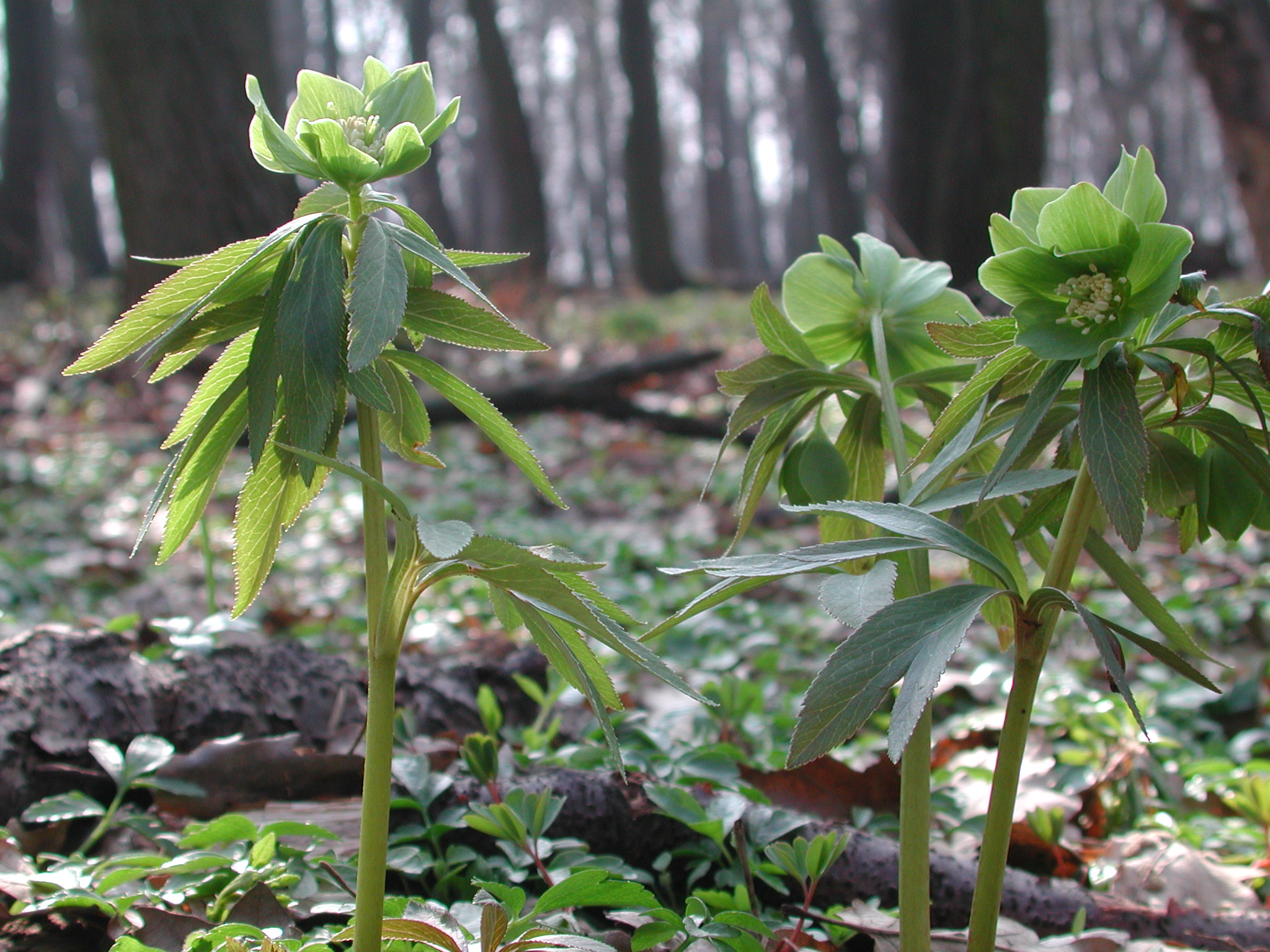
kisvirágú hunyor (Vértes, Magyarország)
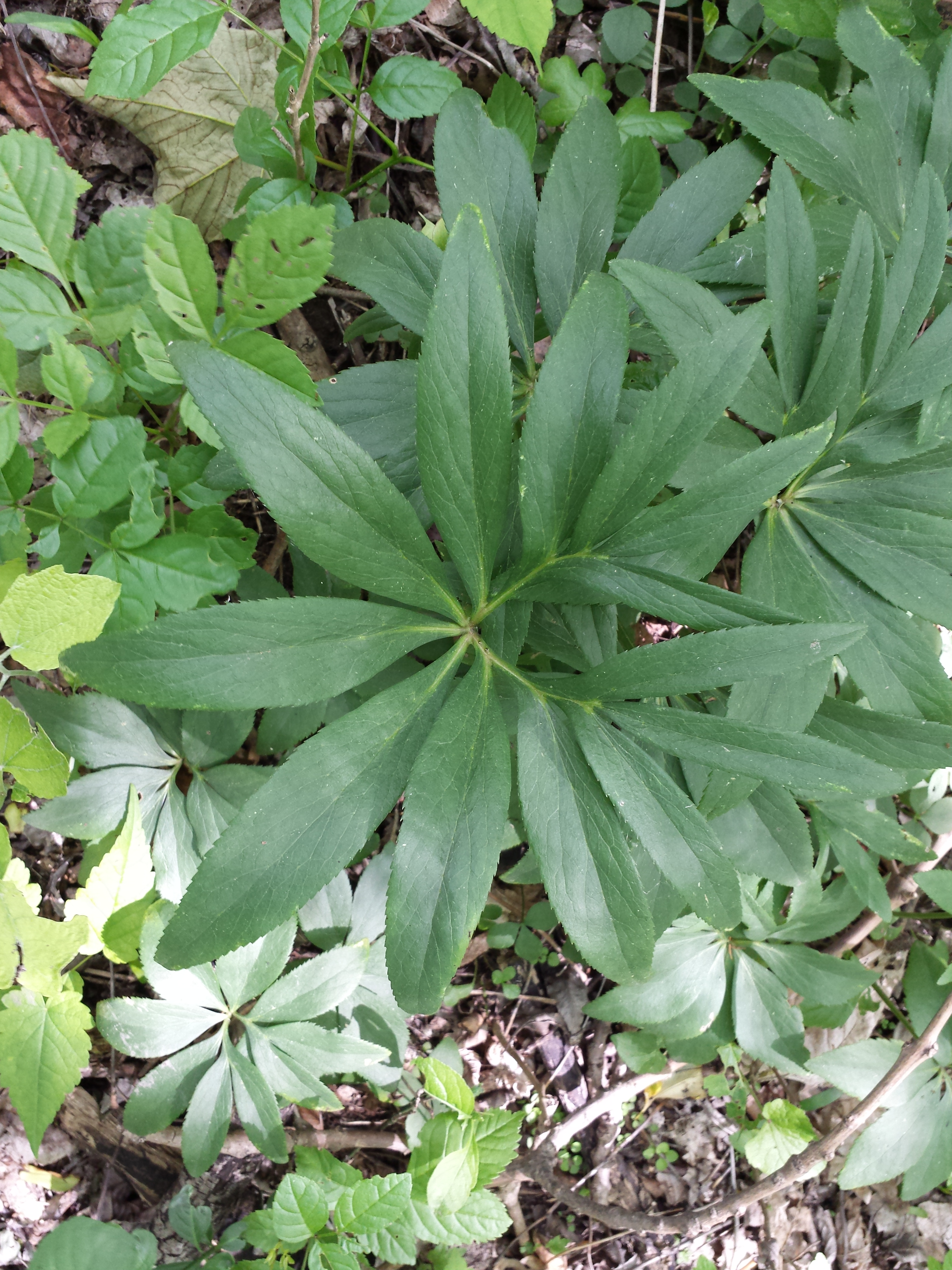
kisvirágú hunyor levele (felülnézet)
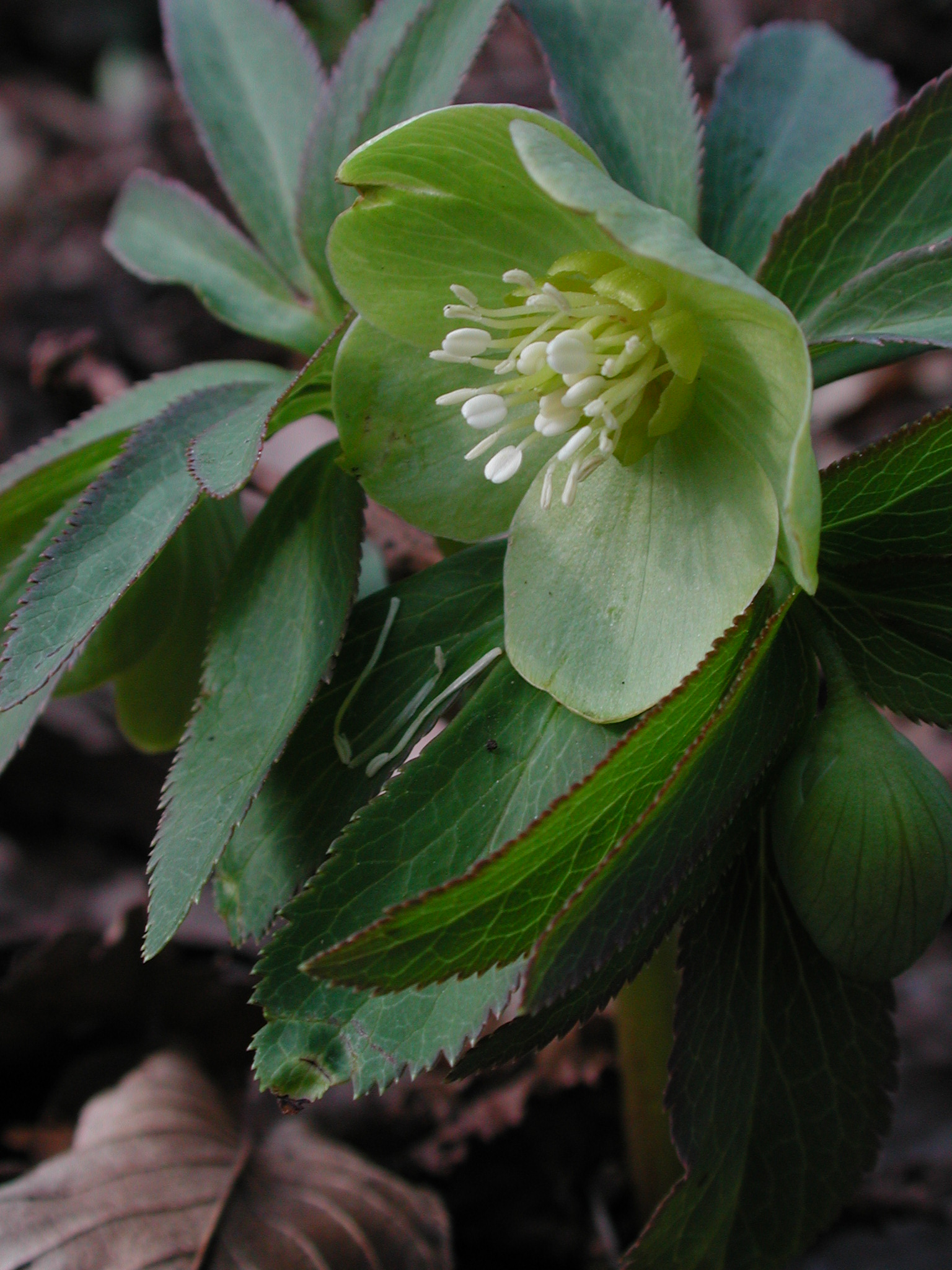
kisvirágú hunyor virága

## Drogok, hatóanyagok
A növény minden része - de különösen a gyöktörzs, a tőlevelek és a magvak - mérgező, akárcsak a többi hunyoré. Helleboreint, egy szívre ható, digitálisz-szerű glikozidot, ezenkívül hellebrint, akonitsavat és egy helleborinszerű szaponint tartalmaz. Legelő állatok fogyaszthatják akkora mennyiségben, hogy mérgezést okozhasson. Tünetei: nyálkahártyagyulladás, nyálfolyás, hányás, gyomor- és bélgyulladás, krónikus hasmenés, erős, szapora szívverés, bódultság, támolygó járás. Súlyos esetben az állat 3-4 napon belül elpusztul a központi idegrendszer bénulása következtében. A méreganyagok a szarvasmarha, kecske tejében - vagy kényszervágás esetén a húsában - is megtalálhatóak.